# Svínoy (település)
Svínoy (dánul: Svinø) település Feröer Svínoy nevű szigetén. A sziget egyetlen települése. Közigazgatásilag Klaksvík községhez tartozik.

## Földrajz
A település a sziget keleti partján, egy öböl végénél fekszik. A kikötő a nyugati parton található.

## Történelem
Első írásos említése a Feröeriek sagájában található. E szerint itt élt Svínoyar-Bjarni viking főnök. A falu temploma 1878-ból származik; benne őrzik a Bjarnasteinur nevű követ, amely a hagyomány szerint Svínoyar-Bjarni sírköve.
A falu iskoláját 2006-ban bezárták, mivel már nem voltak iskolás korú gyerekek a településen. 2009. január 1-je óta Klaksvík község része, előtte önálló volt Svínoy község (Svínoyar kommuna) néven.

## Népesség
Népessége kedvezőtlen fekvése miatt erősen csökken: az 1960-as években még 200-an lakták.

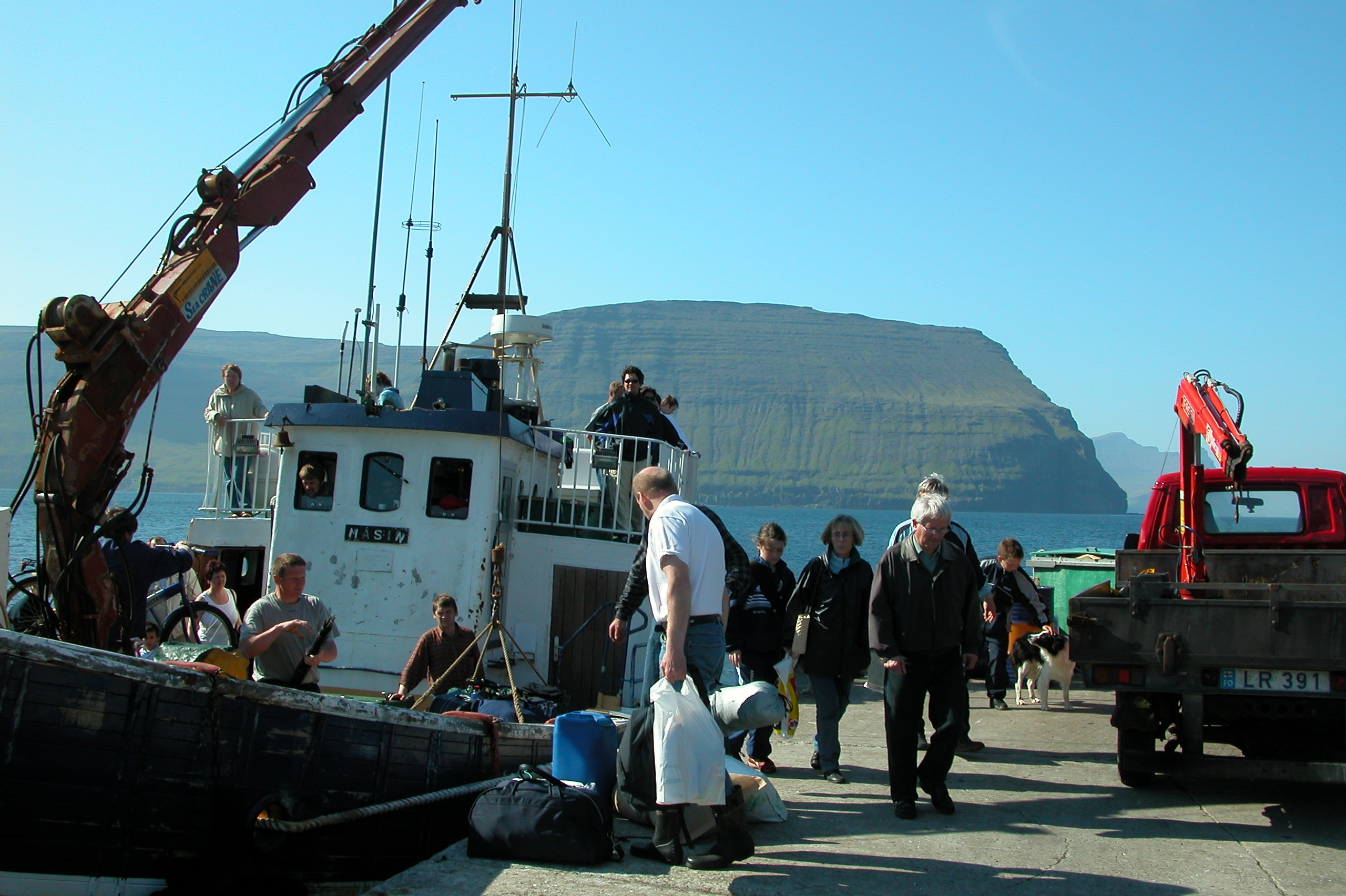
Hajó érkezik Svínoy kikötőjébe

| Év              | Lakosság |
| --------------- | -------- |
| 1986. január 1. | 62       |
| 1991. január 1. | 59       |
| 1996. január 1. | 65       |
| 2001. január 1. | 63       |
| 2006. január 1. | 55       |

## Közlekedés
A sziget elérhetőségét komp biztosítja a Viðoy szigetén található Hvannasund, valamint a Fugloy sziget felé. A nyugati parton fekvő kikötő közúton érhető el a keleti parti településről. Hetente háromszor az Atlantic Airways helikoptere is közlekedik.